# محمد بن عمار
محمد بن عمار  ولد في 1 أغسطس 1889 في تونس العاصمة وتوفي في 12 يوليو 1972 في نفس المدينة. هو محامي ورجل قضاء تونسي.

## السيرة الذاتية

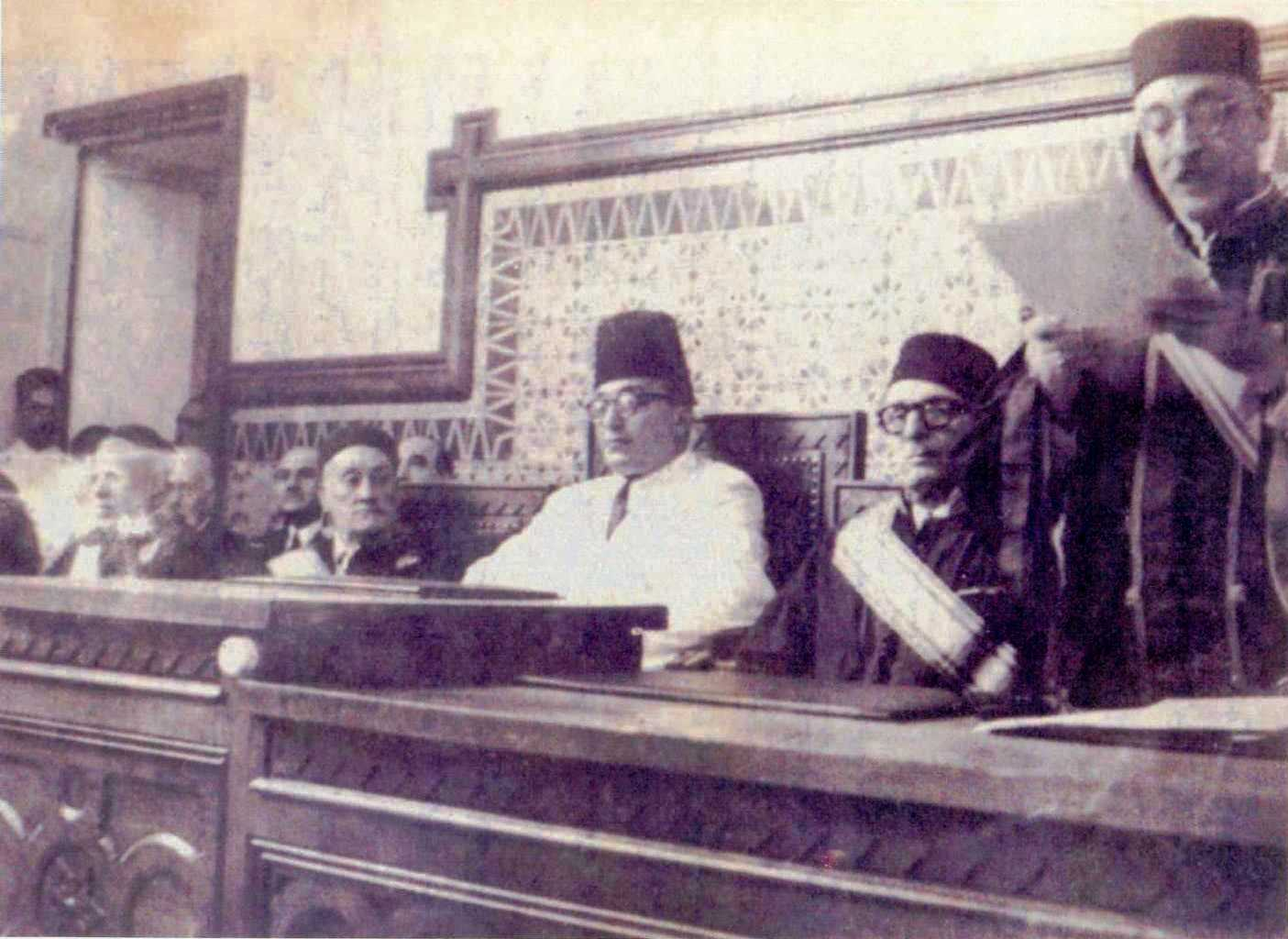
بن عمار يقدم أمام المكتب السياسي للحزب الحر الدستوري الجديد تقرير لجنة الأربعين فيما يخص الاتفاقيات التونسية الفرنسية في 3 يونيو 1955.

ينحدر محمد بن عمار من أسرة عريقة بمدينة تونس، وولد في شارع الباشا في مدينة تونس العتيقة. تكون في جامعة الزيتونة، وأصدر في فبراير 1918 أول نص مؤسس لنادي الترجي الرياضي التونسي، وهو أول نادي رياضي مسلم تونسي، وذلك كعضو في أول مكتب مؤسس.

في 1946، شارك في تأسيس الجمعية الودادية للحكام التونسيين، وهو كذلك عضو مؤسس في لجمعية قدماء الصادقية. في 1949، كان عضو مؤسس للمدرسة التونسية للإدارة، التي أصبحت المدرسة الوطنية الإدارة بتونس في 1956، وعين عضوا في مجلس تحسين المدرسة بقرار من باي تونس. عيّن سنة 1954 وزيرا للعدل بمرسوم  بتاريخ 5 جويلية عدد 53-54. 
في 1955، ترأس لجنة الأربعين، التي عينت للدراسة الإصلاحات التي اقترحتها فرنسا، وشارك بعد الاستقلال في إصدار دستور تونس 1959.

توفي في 12 يوليو 1972 في حي العمران بتونس العاصمة. في 1973، تبرعت عائلته بمكتبته الخاصة لفائدة المكتبة الوطنية التونسية، أي حوالي 400 3 مجلدا.

## الأوسمة والتشريفات
- ضابط الأكاديمية في يونيو 1924 (فرنسا).
- وسام شرف العمل في 11 مارس 1926 (فرنسا).
- ضابط التعليم العام في 23 فبراير 1939 (فرنسا).
- فارس وسام جوقة الشرف في 13 أغسطس 1947 (فرنسا).
- نيشان الافتخار (تونس).
- ضابط الوسام العلوي في 1947 (المغرب).
- وسام الجمهورية في 1962 (تونس).

يضاف إلى اسمه سابقة تشريفية وهي عبارة سيدي لكونه ينحدر مباشرة من ذرية النبي محمد ﷺ من إبنته فاطمة الزهراء وصهره علي بن أبي طالب. هو من بين الأشراف التونسيين النادرين جدا الذي رفضوا المنحة التي تقدم لهم لحملهم هذا اللقب والصفة.

## الحياة الخاصة
محمد بنحسين بن عثمان بالحاج علي بن عمار هو والد الناشط السياسي [محمد بنحسين بن عمار]]، [وعثمان بن عمار الحفيد] وابن عم الطاهر بن عمار الوزير الاول لتونس وتمت استقلال تونس من فرنسا بعد توقيعه الى الاستقلال الداخلي سنة 1956 وتوفي سنة 1985  وسيلة بن عمار ابنة محمد بن عمار و المولودة في 22 افريل 1912 و محمد العربي بن عمار هو الحفيد الاصغر ابن محمد بن حسين بن عثمان بن الحاج علي بن عمار التونسي الجنسية والمولود في 29 أفريل 1944 بمدينة تونس العاصمة تحديدا راس الدرب باب الجديد محامي واستاذ في القانون والمتحصل على ماجستير في الحقوق والادب وناشط سياسي وتوفي في 11 ديسمبر 2005 وابناؤه الهام بن عمار ونبيل بن عمار ووليد بن عمار ورشاد بن عمار 
محمد العربي بن عمار محامي وخبير في الحسابات الى شركة رشاد الفراتي للحسابات وشركات عزيز ميلاد وجمال بن غربال وغيرهم من رجال الاعمال التونسيين...

## مقالات ذات صلة
- عائلة بن عمار